# Gründer (Familienname)
Gründer ist ein deutscher Familienname. Zu Herkunft und Bedeutung siehe Grund (Familienname).

## Namensträger
- Gerhard Gründer, deutscher Psychiater und Psychotherapeut
- Hans-Dieter Gründer (1931–2013), deutscher Veterinärmediziner und Hochschullehrer
- Horst Gründer (* 1939), deutscher Historiker
- Jethro D. Gründer (* 1958), deutscher Schauspieler, Autor und Regisseur
- Karlfried Gründer (1928–2011), deutscher Philosoph und Philosophiehistoriker
- Marianne Gründer (1907–1972), deutsche Politikerin (SPD)
- Martin Gründer (* 1988), deutscher Radrennfahrer
- Nils Gründer (* 1997), deutscher Politiker (FDP)
- Ralf Gründer (* 1955), deutscher Entwicklungshelfer, Multimedia-Produzent und Buchautor
- Werner Gründer (1902–1962), deutscher Ingenieur, Bergbautechnologe und Hochschullehrer